# Peveragno Rodio
Peveragno Rodio (in greco Επάνω Καλαμών?, Epano Kalamon) fu il nome dato ad un importante centro di colonizzazione realizzato nel 1931 nell'isola di Rodi. Qui la Società Agricola Frutticoltura aveva acquistato da latifondisti turchi una vasta estensione (3500 ettari) di terreno incolto in località Calamona e vi realizzò un moderno comprensorio piantato ad olivi, viti, gelsi e piante da frutto. Il centro agricolo fu battezzato Peveragno Rodio in onore del Governatore delle Isole italiane dell'Egeo, Mario Lago, nativo di Peveragno.
Il centro era dotato di tutti i servizi e delle officine per la lavorazione e trasformazione dei prodotti. Vi abitavano alcune centinaia di famiglie coloniche provenienti dall'Italia. Con la cessione di Rodi alla Grecia nel 1947, il villaggio e l'azienda vennero abbandonate dalla popolazione italiana.
Oggigiorno l'abitato dell'ex centro agricolo non è visitabile, in quanto è stato destinato a base militare dell'esercito greco. Le strutture italiane, come la chiesa e le abitazioni, sono tuttora visibili dalla strada, ma non fotografabili od accessibili. Le strutture degli ex frantoi e della produzione vinicola si trovano invece sulla strada che collega Psintos a Theologos e sono utilizzati come punto vendita di prodotti agricoli locali. 
Il paese prese nome dal paese cuneese di Peveragno, di cui il governatore del Dodecaneso italiano Mario Lago era originario.